# Dis-lui (EP)
Pour la chanson de Mike Brant, voir Dis-lui.
EPs par Claude François
Belles ! Belles ! Belles !
(octobre 1962) Si tu veux être heureux
(juin 1963)
Dis-lui est le troisième EP (super 45 tours) enregistré par Claude François en français et publié au format 45 tours en février 1963 chez Fontana Records.
A l'exception de "Langage d'amour", toutes les chansons de l'EP furent reprises dans une compilation parue la même année : Claude François.
L'orchestre de Jean Bouchety accompagnait l'artiste lors de ses enregistrements.
Le disque se vendra à 441 000 exemplaires.

## Liste des titres
| 1. | Dis-lui (Tell Him)                     | Bert Russell, André Salvet, Claude Carrère | 2:28 |
| 2. | Langage d'amour (The Language of Love) | Vline Buggy, John D. Loudermilk            | 2:02 |

| 3. | Marche tout droit (Walk Right In)              | Vline Buggy, Gus Cannon, Hosea Woods                  | 1:57 |
| 4. | Moi, je voudrais bien me marier (Bachelor Boy) | Vline Buggy, Georges Aber, Bruce Welch, Cliff Richard | 1:50 |

## Classements du disque
Le disque se hisse à la 2ème place du classement des ventes en France et à la 3ème place du classement des ventes en Belgique Wallone.